# 皮拉沃
皮拉沃（法語：Puyravault，法語發音：[pɥiʁavo]）是法国卢瓦尔河地区大区旺代省的一个市镇，位于该省南部，属于丰特奈勒孔特区。

## 地理
皮拉沃（46°22'41"N, 1°4'57"W）面积17.07 平方千米，位于法国卢瓦尔河地区大区旺代省，该省份为法国西部沿海省份，北起大西洋卢瓦尔省和曼恩-卢瓦尔省，西临大西洋，南至滨海夏朗德省，东部及东南部与德塞夫勒省接壤。
与皮拉沃接壤的市镇（或旧市镇、城区）包括：沙龙、尚帕涅莱马赖、莫雷耶、圣拉代贡德-德努瓦耶。

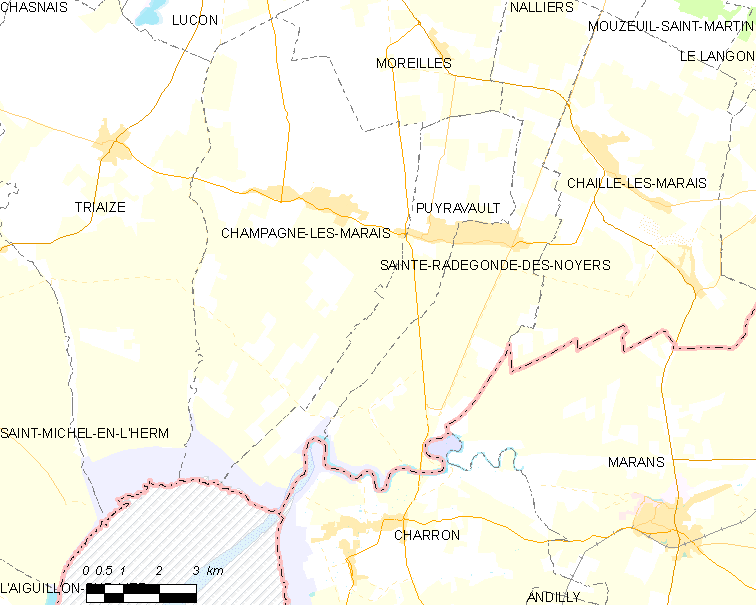
皮拉沃的OSM定位图

皮拉沃的时区为UTC+01:00、UTC+02:00（夏令时）。

## 行政
皮拉沃的邮政编码为85450，INSEE市镇编码为85185。

## 政治
皮拉沃所属的省级选区为吕松县。

## 人口

1962-2008年间皮拉沃人口变化图示

皮拉沃于2022年1月1日时的人口数量为646人。